# Just Mickey
Pour plus de détails, voir Fiche technique et Distribution.
Just Mickey, également intitulé Fiddlin' Around, sorti le 14 mars ou le 21 avril 1930, est un court métrage de Mickey Mouse. Comme indiqué dans le titre, il s'agit d'un concert solo de Mickey.

## Synopsis
Mickey est un violon soliste qui interprète plusieurs titres. Les morceaux sont l'ouverture de Guillaume Tell de Rossini, la Rêverie de Robert Schumann, et la Rhapsodie hongroise No. 2 de Franz Liszt.

## Fiche technique
- Titre original  : Just Mickey ou Fiddlin' Around'
- Série : Mickey Mouse
- Réalisateur : Walt Disney
- Animateur : Ub Iwerks, Les Clark
- Producteur : Walt Disney, John Sutherland
- Distributeur : Columbia Pictures
- Date de sortie : 14 mars[1] ou le 21 avril[2] 1930
- Format d'image : Noir et Blanc
- Durée : 7 min
- Musique : Carl W. Stalling
- Langue : (en)
- Pays :  États-Unis

## Commentaires
Le nom du film a été déposé auprès des instances du copyright sous le nom Fiddlin' Around.
Mickey poursuit sa carrière de musicien entamée avec Steamboat Willie (1928), L'Opéra (The Opry House, 1929) et Concert rustique (The Barnyard Concert) sorti moins de deux semaines plus tôt.
Mickey possède dans ce film une chevelure non coiffée qui le force à s'arrêter de jouer pour que les cheveux parlent au public.